# Holcocephala uruguayensis
Holcocephala uruguayensis är en tvåvingeart som beskrevs av Lynch Arribalzaga 1882. Holcocephala uruguayensis ingår i släktet Holcocephala och familjen rovflugor.
Artens utbredningsområde är Uruguay. Inga underarter finns listade i Catalogue of Life.